# 李力 (1922年)
李力（1922年—2013年5月17日），河北省昌平县人，中华人民共和国政治人物。
1938年，参加八路军，后担任北京军区工程兵副主任、副军长、北京军区副参谋长，总参作战部副部长、部长，1985年7月—1986年6月任石家庄高级陆军学校校长等职。2013年5月17日因医治无效去世。